# نیکولاس ماس
نیکولاس ماس (به هلندی: Nicolaes Maes) (زاده در ژانویه ۱۶۳۴ در دوردرخت – خاک‌سپرده در ۲۴ نوامبر ۱۶۹۳) از نقاشان هلندی در سبک باروک بود که بیشتر در سبک صحنه‌های خودمانی و چهره‌نگاری کار می‌کرد.
ماس در حدود سال ۱۶۵۰ به آمستردام نقل مکان کرد و در آن‌جا به آموختن نقاشی نزد رامبرانت روی آورد. سبک ماس آن‌چنان از استادش تأثیر گرفت که بعدها بسیاری از کارهای او را به خود رامبرانت منسوب دانستند. نیکولاس ماس در سال ۱۶۵۴ به زادگاه خود، شهر دوردرخت بازگشت.
پس از مدتی او به شهر آنتورپ رفت و در آن‌جا با سبک نگارگری هلند جنوبی از جمله با کارهای یاکوب یوردانس آشنا شد و پس از آن در سال ۱۶۷۳ به طور جدی به آمستردام نقل مکان کرد.
اوج کار ماس میان سال‌های ۱۶۵۵ تا ۱۶۶۵ بود و او در این مدت صحنه‌های خودمانی از زندگی روزمره را در ابعادی کوچک می‌کشید و از سال ۱۶۶۰ نیز نفوذ رامبرانت در آثار او کمتر شد.
ماس از آن سال به بعد بیشتر سرگرم کشیدن نقاشی‌های مد روز از شهروندان توانگر هلندی هم‌چون کورنلیس مونتر، شهردار آمستردام شد. صحنه‌هایی از کتاب انجیل نیز دست‌مایه برخی از کارهای او بوده‌اند.
نیکولاس ماس نقاشی پرکار بود و آثار او امروزه در بسیاری از موزه‌های اروپایی پراکنده‌اند. تابلوهای او را در موزه سلطنتی هلند، موزه تاریخی آمستردام، نگارخانه ملی در لندن، کاخ باکینگهام و هم‌چنین در برلین، سن‌پترزبورگ، لاهه، لوسدرخت، فرانکفورت، هانوور و مونیخ می‌توان یافت.